# گونار آندریاسن
گونار آندریاسن (نروژی: Gunnar Andreassen; ۵ ژانویهٔ ۱۹۱۳ – ۲۳ ژوئیهٔ ۲۰۰۲) بازیکن و مربی فوتبال اهل نروژ بود.
از باشگاه‌هایی که در آن بازی کرده‌است می‌توان به باشگاه فوتبال فردریکستاد اشاره کرد.
وی همچنین در تیم ملی فوتبال نروژ بازی کرده‌است.